# Tim Kruger
Marcel Bonn (25. ledna 1981 Düsseldorf, Severní Porýní-Vestfálsko, Západní Německo – 1. března 2025 Barcelona, Španělsko), v branži známý jako Tim Kruger, byl německý herec, producent a režisér pornografických filmů. Do pornografického průmyslu vstoupil v roce 2006 a později, v roce 2009, spoluzaložil webovou stránku TimTales, kde až do své smrti produkoval a vystupoval v amatérské gay pornografii.

## Raný život
Tim Kruger se narodil jako Marcel Bonn 25. ledna 1981 v Düsseldorfu v Německu.  Vystudoval obchodní administrativu.

## Kariéra
Kruger pracoval v obchodě s pornografií v Berlíně, kde se začal zajímat o hraní ve filmech pro dospělé. Posílal e-maily a fotografie do různých studií a následně dostal svou první roli. V roce 2006 takto začal svou kariéru ve filmovém průmyslu pro dospělé.
Tim Kruger účinkoval v produkci různých studií, mezi něž patřily značky Cazzo Film, Hot House nebo Raging Stallion Studios. Účinkoval ve filmech jako DeskTops, Pizza Cazzone, Tim's Tool, Wood Work, Hot House Backroom, Vol. 10 či The Deep End.
V roce 2009 založil Kruger svou webovou stránku TimTales, a to ve spolupráci se svým životním partnerem, který působil jako kameraman a příležitostně se objevoval i v záběrech. Webové stránky obsahovaly gay pornografii v amatérském stylu s důrazem na autenticitu. Kruger uvedl, že obsah stránek se zakládal spíše na osobních preferencích než na vystupování řízeném podle scénáře. I v průběhu provozování vlastního webu pokračoval také v externí práci pro jiná studia.
Kruger mimo jiné spoluobdržel cenu Prowler European Porn Award 2019 v kategorii nejlepšího evropského páru (Best European Couple) za společnou scénu s Johnem Thomasem. Web TimTales byl nominován na cenu XBIZ Europa Award 2023 v kategorii Gay web roku (Gay Site of the Year) a o rok později byl Kruger nominován na cenu XBIZ Europa Award 2024 v kategorii Gay účinkující roku (Gay Performer of the Year).

## Osobní život
Kruger byl v dlouhodobém vztahu se svým partnerem Grobesem Geraetem, který mu pomáhal s produkcí a střihem videí. Ve vlastním osobním životě se popisoval jako rezervovanější oproti tomu, jak vystupoval před kamerou.
Kruger zemřel v důsledku nehody ve svém domě 1. března 2025 ve věku 44 let. Prohlášení připisované jeho partnerovi uvádělo, že nehoda neměla souvislost s drogami, násilným činem ani sebevraždou.